# 1er groupe de reconnaissance de division d'infanterie
Le 1er groupe de reconnaissance de division d'infanterie est une unité militaire française de la seconde Guerre mondiale. Il est rattaché à la 5e division d'infanterie motorisée.

## Missions
Les groupes de reconnaissance des divisions d’infanterie (GRDI) formés par des escadrons mixtes de cavalerie (motorisée et hippomobile) sont créés par note de l’état major de l’armée le 6 mai 1923, pour assurer la recherche de renseignement, la prise de contact avec l'ennemi et des actions de retardement au profit des divisions d'infanterie françaises.

## Origine du1erGRDI
À partir du 24 août 1939, le 1er groupe de reconnaissance de division d'infanterie est créé à partir des effectifs du  7e régiment de chasseurs à cheval d'Évreux et du 3e centre mobilisateur de cavalerie également basé à Évreux,. Il est rattaché à la  5e division d'infanterie motorisée. La 5e DIM est alors constituée du 8e régiment d’infanterie motorisé de Cherbourg, du 39e régiment d'infanterie motorisé de Rouen, du 129e régiment d'infanterie motorisé du Havre, du 11e régiment d'artillerie divisionnaire de Vernon et du 211e régiment d'artillerie lourde divisionnaire.

## Historique

### Avant l'invasion allemande
Les deux échelons GRDI (échelon A d'active et échelon B de réserve) se regroupent entre le 3 et le 5 à Allennes-les-Marais, dans le Nord. Pendant la drôle de guerre, la 5e DIM reste d'abord en arrière du front. Mi-septembre le GRDI rejoint la Meuse autour de Saint-Benoît-en-Woëvre puis en octobre il stationne dans la région de Dommartin-Lettrée (Marne). Début janvier, le GRDI rejoint avec sa division la Moselle (région de Morhange), prenant la rélève du 6e GRDI. Pendant l'hiver, quasiment tous les véhicules de l'unité issus de la réquisition sont remplacés par des matériels neufs.
Le 5 mars, le GRDI est envoyé à Sains-Richaumont, dans l'Aisne. Du 14 au 17 avril, le 1er GRDI est mis en alerte et mis à disposition à la 4e division légère de cavalerie à Fourmies dans le Nord. Le 29 avril, le GRDI change encore de cantonnement et part pour Hirson.

### Combats en Belgique et bataille de France
Le 10 mai 1940, le 1er GRDI est renforcé par le 1er Groupe de reconnaissance des corps d'armées (GRCA), formant un nouvel ensemble sous le nom de « 1er Groupement de reconnaissance de division d'infanterie ». Du 10 au 12 mai 1940, le 1er GRDI part d'Hirson, entre en Belgique, se positionne sur l'Ourthe, puis entre l'Ourthe et la Meuse avant de se replier à l'ouest de la Meuse.
Du 13 au 17 mai 1940, il agit en action retardatrice, devant la brèche effectuée par la 7e Panzerdivision du général Erwin Rommel sur l'axe Haut le Wastia-Mettet-Beaumont-Avesnes en défendant Mettet et Acoz avant de se regrouper près de Cambrai. Des combats ont lieu à Haut-le-Wastia, Bioul, Mettet et Nalinnes.
Du 18 au 25 mai 1940, le groupement du colonel Préaud couvre le flanc droit de la 1re Armée sur la Sensée (d'Arleux à Bouchain) et sur le canal d'Aire puis couvre le repli de la 5e division d'infanterie motorisée en direction d'Ypres.
Le Groupe d'escadrons de découverte (GED) combat au Catelet, puis est dirigé sur Beauvais et Montlhéry. Des combats ont également lieu à Arleux et Aire-sur-la-Lys.
Dans le camp retranché de Dunkerque, les restes du 1er GRDI se reforment, atteignant la valeur d'un escadron renforcé d'automitrailleuses. Cet escadron est incorporé aux débris des 7e GRDI et 18e GRCA. Ce nouveau groupement reçoit, les 25 et 26 mai 1940, l'ordre d'embarquement à Dunkerque, mais faute de moyens navals, une partie seulement embarque. L'autre partie se dirige alors sur Coudekerque-Branche, sous les ordres du colonel Mariot commandant le 7e GRDI.
Disloqué, le 1er GRDI est dissout le 31 mai 1940, les éléments hors la Poche de Dunkerque sont affectés dans plusieurs autres unités militaires :
- 4e Groupe Franc motorisé de cavalerie (capitaine Huet)
- 5e Groupe Franc motorisé de cavalerie (capitaine Ricaud)
- 121e GRDI
- 4e brigade légère de chars (4e BLC) de la 7e division légère mécanique (7e DLM).

Du 27 mai au 3 juin 1940, l'escadron restant participe à la protection de l'embarquement des troupes et à la défense des faubourgs sud de Dunkerque. Des combats ont lieu dans les environs de Coudekerque. Le 4 juin 1940, les escadrons sont capturés faute de moyens d’embarquement.
Durant la première quinzaine du mois de juin 1940, un escadron reformé à Évreux participe aux combats sous l'écusson du 1er GRDI. Du 17 au 21 juin 1940, cet escadron participe, avec les Cadets, aux combats de Saumur malgré l'ordre du maréchal Pétain ordonnant de cesser les combats, la demande d'armistice étant faite. Ordre est donné à une formation motorisée de se replier et de se diriger sur Poitiers via Loudun.

## Ordre de bataille
L’état major et le peloton de commandement étaient dirigés par les colonels Brenet puis Préaud, et leurs adjoints les capitaines Roger puis François Huet.
L’escadron hors rang (EHR) était à la charge du capitaine Georges Duluat.
Le groupe d'escadrons de découverte sous les ordres du capitaine de Rochebouet se composait de :
- L'escadron d'automitrailleuses de découverte du capitaine Ricaud[11] ;
- 1er escadron moto du lieutenant Poirier[11].

Le groupe d'escadrons de reconnaissance sous les ordres des chefs d'escadron Augrain puis Roger se composait de :
- L'escadron d'automitrailleuses de reconnaissance du lieutenant Lemaire puis du capitaine Tardier[11] ;
- 2e escadron moto du capitaine Gobbe[11] ;
- L'escadron mitrailleuses et canons de 25 du capitaine Loutrel[11] ;

## Citations
- Citation collective à l’Ordre de l’Armée avec attribution de la Croix de Guerre avec palme